# Ханкасъярви
Ха́нкасъя́рви (фин. Hankasjärvi) — озеро на территории Мийнальского сельского поселения Лахденпохского района Республики Карелии.

## Общие сведения
Площадь озера — 0,5 км². Располагается на высоте 36,0 метров над уровнем моря.
Форма озера продолговатая: вытянуто с северо-востока на юго-запад. Берега возвышенные, местами скалистые.
Озеро является водораздельным:
- С северо-западной стороны из озера вытекает ручей Лойканоя (фин. Loikanoja[6]), впадающий с правого берега в реку Иййоки[1];
- С юго-восточной стороны из озера вытекает ручей Ниваноя (фин. Nivanoja[6]), впадающий в озеро Вилпуксенъярви (фин. Vilpuksenjärvi[6]), из которого вытекает ручей Романаноя (фин. Romananoja[6]), впадающий в ламбину Копеканлампи (фин. Kopekanlampi[6]), из которой вытекает ручей Лятиноя (фин. Lätinoja[6]), впадающий в ламбину Таттарилампи (фин. Tattarilampi[6]), из которой уже вытекает река Нивайоки (фин. Nivajoki[6]), впадающая в залив Ладоги Кесвалахти (фин. Kesvalahti[6])[8][9].

Ближе к юго-западной оконечности озера расположен один небольшой остров без названия.
Вдоль юго-восточного берега озера проходит грунтовая дорога местного значения 86К-119 («Элисенваара — госграница»). Северо-восточнее озера располагается посёлок Лумиваара.
Название озера переводится с финского языка как «вёсельное озеро».
Код объекта в государственном водном реестре — 01040300211102000013049.